# Casa de la Vila de Ripoll
La Casa de la Vila de Ripoll és una obra de Ripoll protegida com a Bé Cultural d'Interès Local.

## Descripció
Edifici de planta rectangular que es troba adossat als claustres, fet que s'explica perquè l'edifici de l'ajuntament havia estat una dependència del desaparegut monestir. Des del 1842 fa les funcions de casa de la vila. Està format per planta baixa i dos pisos, l'accés als quals es pot fer per una escala interior, que s'agafa a la primera planta, o bé per un ascensor. Sota l'escala exterior esquerra hi ha uns serveis d'ús públic. La façana exterior està ornamentada a la manera neoclàssica.